# 日本号 (槍)
日本号（にほんごう、“ひのもとごう”とも）は、室町時代後期に作られたとされる槍である。福岡市早良区にある福岡市博物館所蔵。天下三名槍と呼ばれた槍の1つであり、「黒田節」の母里友信の逸話の元となった大身鑓（刃長一尺以上の長身の鑓）である。また、この逸話になぞらえて「呑み取りの槍」とも呼ばれている。

## 伝来
無銘であるが、大和国金房派の作と推定されている。元来は皇室所有物（御物）で、正三位の位を賜ったという伝承から「槍に三位の位あり」と謳われた。正親町天皇より室町幕府15代将軍である足利義昭に下賜され、その後、織田信長を経て豊臣秀吉に渡り、秀吉より福島正則に与えられた。
正則は本作を自慢の槍として所持していたが、あるときに黒田孝高の家臣である母里友信が主君の使者として正則の屋敷を訪れた。友信は酒豪として知られており、正則は何度も酒を飲むように勧めていたが友信は使者として来ていることを理由に固辞し続けた。次第に正則は苛立ち「黒田家には豪傑はおらぬ」と放言し、大杯に酒を注いで「貴殿がそれを飲み干したら、何でも望む物を与えよう」と言って強要した。すると友信は大杯に入った酒を一気に飲み干して、正則の口約束に従って本作を欲しいと言った。正則は後悔したが、武士に二言はないとして友信に本作を分け与えた。後にこの逸話により本作は「呑み取りの槍」とも呼ばれるようになり、「黒田節」によって歌われることで広く知られることとなる。
その後、武士に二言はないといって本作を手放した正則はどうしても諦めることが出来ず、友信の主君である黒田長政を介して本作と代わりの品を交換するように申し込んだが、友信は頑として受け入れなかった。すると正則は長政に対しても不快感を抱き、両者の関係が悪化してしまった。これを見かねた竹中重利は両者の間に入って、両者はお互いの兜を交換して和解した。
なお、逸話として黒田家家臣であった後藤基次が朝鮮出兵で窮地にあった母里を救い日本号を使ったとする事に由来する「槍の又兵衛」などという表現は、江戸時代の講談や軍記物語に書かれたものであり、史実ではない。ただし、現存する拵えの太刀打ちの金物には刀傷があるため、実戦で使用された可能性もある。
以後も代々母里家に伝わるが、明治30年代に十代目太兵衛友諒の甥・浦上某によって同家から持ちだされる。その後、旧福岡藩士出身の頭山満のもとに持ち込まれ千円で買い取られたが、後に頭山は日本号を侠客・大野仁平にタダで与えてしまう。大正7年（1918年）、大野仁平が亡くなると遺族は頭山に返却しようとするが、頭山は与えたものだからと受け取らない。代わりに旧福岡藩士出身の実業家・安川敬一郎男爵が一万円で買い取り、同9年（1920年）5月、旧藩主の黒田家に贈与した（なお、黒田家は返礼として、狩野常信筆の三対幅の軸と白羽二重を贈っている）。その後、鳥類学者であった黒田長礼侯爵が1978年（昭和53年）に死去した際には、「黒田家什宝は、美術工芸品であっても郷土・福岡のために役立てるべき」という長礼の意向により茂子夫人から黒田資料の一つとして福岡市に寄贈され、現在は福岡市博物館の所蔵品として常設展示されている。

## 作風

### 刀身
穂（刃長）は2尺6寸1分5厘（79.2センチメートル）、茎（なかご）長は2尺6分5厘（80.3センチメートル）、拵えを含めた全長（総長）10尺6分余（321.5センチメートル）である。槍の樋（ひ、刃中央の溝様の部分）には倶利伽羅龍（くりからりゅう）が浮き彫りにされている。槍本体の重さは912.7グラムであり、拵も含めた総重量は2.8キログラムである。

### 外装
現在は青貝螺鈿貼拵の鞘と柄が附属しているが、往時は熊毛製の毛鞘に総黒漆塗の柄が用いられていた、とされている。

## 写し・復元槍
日本号は「正三位の位あり」と謳われたその伝来と姿の美しさ、完成度の高さから現存する「大身鑓」の中では究極の存在とされており、多くの写しが制作されている。刀身彫刻を手掛ける刀職で腕に覚えのある者は生涯で一度以上、日本号写しに挑戦する、と言われることもある程である。鑓身本体だけではなく、青貝螺鈿貼拵も多くの写しや倣いの品が制作されている。
かつての所有者の一人である福島正則の居城であった広島県広島市の広島城天守閣には常時、写しが展示されている（広島市所蔵）。人間国宝であった故隅谷正峯による写し(刀剣博物館所蔵）が現在は最高傑作と言われる。近年では人間国宝、月山貞一による写しが著名である。（大阪歴史博物館所蔵）。